# Micropteropus pusillus
Espèce
Statut de conservation UICN

LC : Préoccupation mineure
Micropteropus pusillus, le Microptère de Peters ou la Chauve-souris frugivore à épaulettes de Peters, est une espèce de chauves-souris de la famille des Pteropodidae et du genre Micropteropus.

## Description
C'est a priori la seule espèce du genre en Afrique de l’Ouest, car M. intermedius est limitée à l’Angola et la RDC. En moyenne, les femelles sont légèrement plus grandes. Le poids moyen des mâles est d'environ 20 g, tandis que celui des femelles est de 22 g. La longueur de l'avant-bras varie autour de 5 cm chez les mâles et de 5,5 cm chez les femelles. Autre dimorphisme sexuel, chez les mâles, les poils qui recouvrent la base de l'oreille ont la capacité de s'ériger, de se dresser avec l'aide de muscles érecteurs pilifères. Des touffes blanches sont présentes à la base des oreilles. Le museau, assez court, porte des narines proéminentes. Les mâles adultes possèdent des épaulettes blanches un peu proéminentes,. Ces mêmes mâles émettent un cri perçant et tintant, parfois répété. M. pusillus a une tête ronde, de grands yeux, et des oreilles arrondies à leur extrémité. La queue est généralement régressée et la membrane du patagium ne rejoint donc pas directement les deux pattes arrière. L’alimentation est basée sur des fruits, du nectar et du pollen. Les individus gîtent en solitaire ou en petits groupes dans la végétation ombragée.

## Répartition et habitat
L’espèce se retrouve depuis le Sénégal à l'Ouest, au sud du Soudan et en Éthiopie au Nord-Est, et au Sud jusqu'en Angola et au Sud de la RDC,. Elle habite les forêts claires, savanes et mosaïques de forêts de basses altitudes. On la voit également dans les zones côtières, marécageuses, et d’autres zones de transition forestières. 

## Statut de conservation
L'espèce est considérée (2021) par l'UICN comme de préoccupation mineure.

## Systématique
Le nom valide complet (avec auteur) de ce taxon est Epomophorus pusillus Peters, 1868.
Epomophorus pusillus a pour synonyme :
- Micropteropus pusillus (Peters, 1868)